# Byeon Yeong-tae
Byeon Yeong-tae (15 dicembre 1892 – 10 marzo 1969) è stato un politico sudcoreano, primo ministro della Corea del Sud dal giugno al novembre 1954.